# Brzezinka (województwo dolnośląskie)
Brzezinka (niem. Briese) – wieś w Polsce, położona w województwie dolnośląskim, w powiecie oleśnickim, w gminie Oleśnica.
| SIMC    | Nazwa           | Rodzaj     |
| ------- | --------------- | ---------- |
| 0878926 | Brzezinka Dolna | osada      |
| 0878932 | Małe Brzezie    | przysiółek |

## Historia
O Brzezince wiemy, że istniała w XIII wieku i już wtedy był tu kościół. Pięć wieków później wieś była podzielona na Dolną i Górną Brzezinkę. Oprócz zespołu pałacowo-parkowego z folwarkiem, istniała wówczas we wsi szkoła i dwa młyny wodne. W 1736 roku rozpoczęła się budowa nowej świątyni na rzucie krzyża równoramiennego z wieżą i czterema dzwonnicami. Projekt kościoła wykonał Johann Blasius Peintner z Wrocławia, a ufundował go hrabia Joahim von Kospoth. Przed wojną, w 1930 roku, świątynia była restaurowana. Po II wojnie światowej – w 1945 roku – w Brzezince powstała parafia rzymskokatolicka. Obecnie jest to kościół filialny parafii Najświętszej Marii Panny Nieustającej Pomocy w Boguszycach – świątynia nosi wezwanie Wniebowzięcia Najświętszej Maryi Panny.
W latach 1954–1959 wieś należała i była siedzibą władz gromady Brzezinka, po jej zniesieniu w gromadzie Sokołowice. W latach 1975–1998 miejscowość administracyjnie należała do województwa wrocławskiego.

## Zabytki
Do wojewódzkiego rejestru zabytków wpisane są:
- kościół filialny pw. Wniebowzięcia Najświętszej Marii Panny, murowano-drewniany, z XV w., przebudowany w stylu barokowym w XVIII w., a następnie w 1930 r. Wewnątrz barokowy ołtarz główny, obrazy m.in. Ukrzyżowanie (w zakrystii). W kruchcie renesansowe nagrobki pary szlacheckiej z końca XVI w[7].
- zespół pałacowy i folwarczny, barokowy z lat 1725–1740:
  - pałac, z 1725 r., przebudowany w XIX w.; budowla została wzniesiona przez wrocławskiego architekta Johanna Blasiusa Peintnera. Pałac był odrestaurowano około 1820 r., w 1945 r. został uszkodzony, częściowo zabezpieczono go w 1958 r. Pałac jest murowany, założony na planie prostokąta z podwyższonym ryzalitem na osi, dwutraktowy, dwu- i trzykondygnacyjny, nakryty dachem łamanym z powiekami. W ryzalicie znajdują się bogate portale barokowe, a we wnętrzach zachował się częściowo wystrój z podziałami pilastrowymi i dekoracją stiukową na sufitach
  - dom zarządcy, z 1731 r., XIX-XX w.
  - dom inspektora, obecnie spichrz, z połowy XVIII w., XIX w.
  - park, z pierwszej połowy XVIII w. Regularny ogród francuski założono za pałacem. Miał tylko jedną oś, był więc wąski i długi. Pomiędzy kwaterami roślin stały donice z kwiatami i figury. Większość z nich wywieziono po 1950 r. do parku w Wilanowie[8]

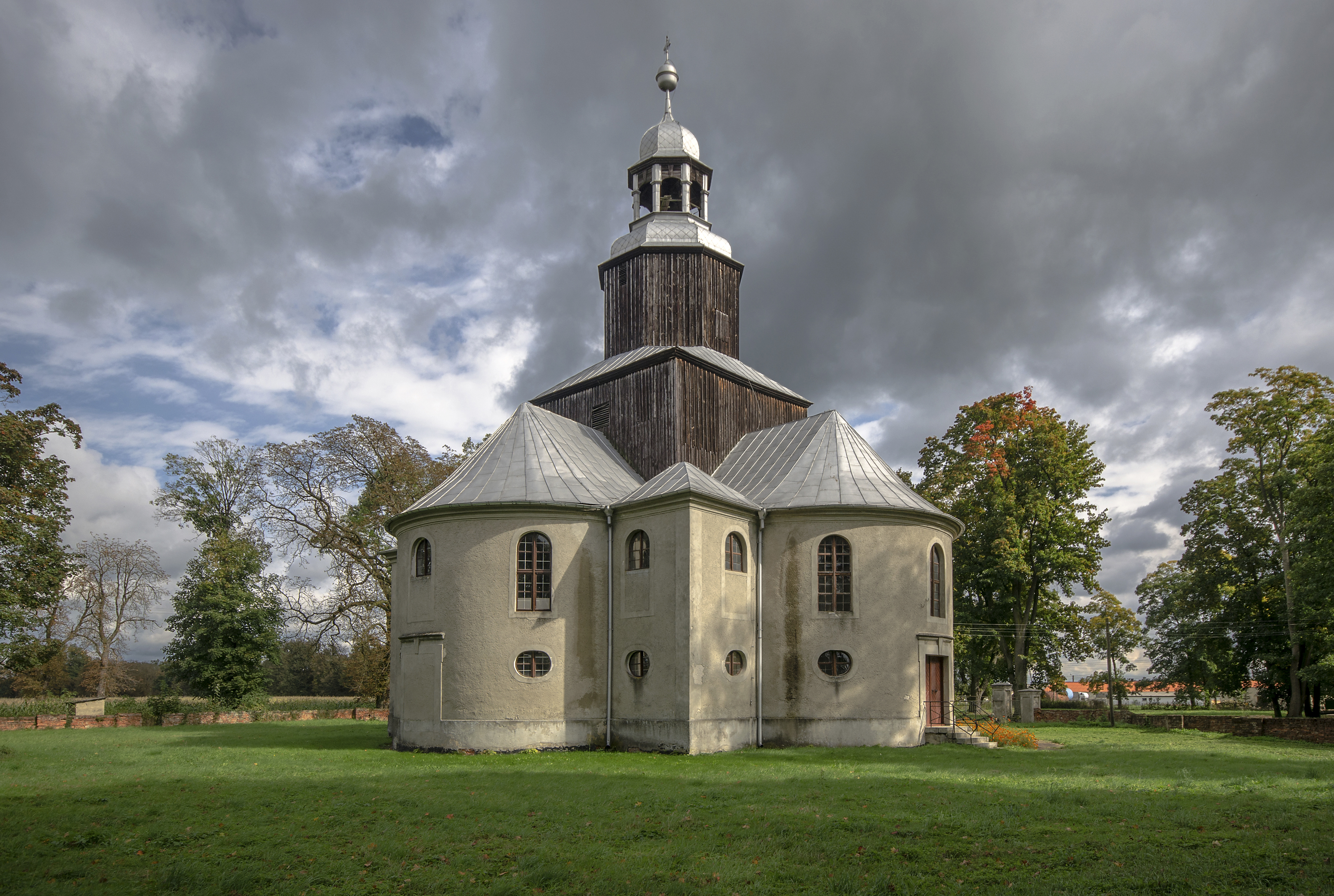
Kościół Wniebowzięcia NMP
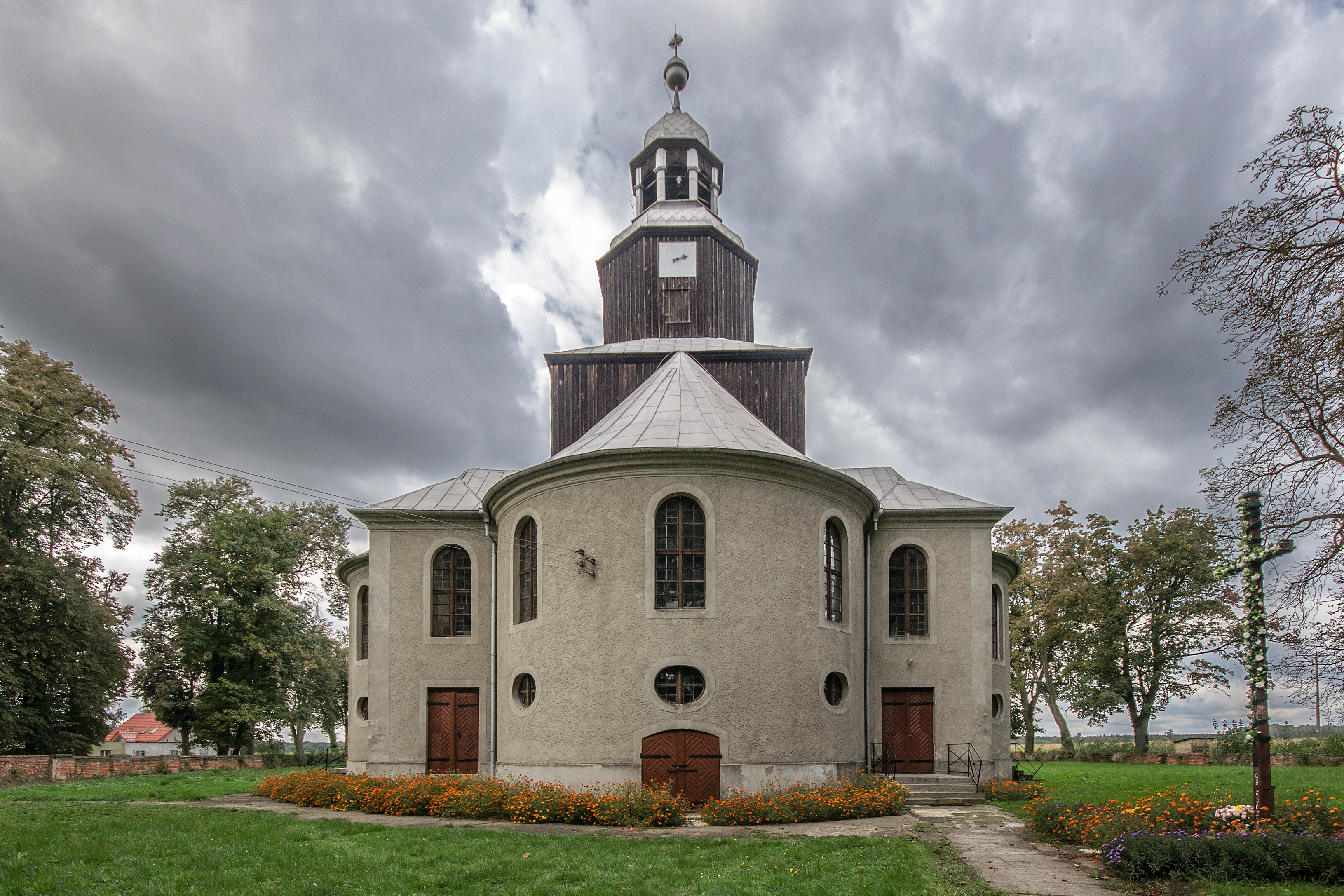
Kościół Wniebowzięcia NMP
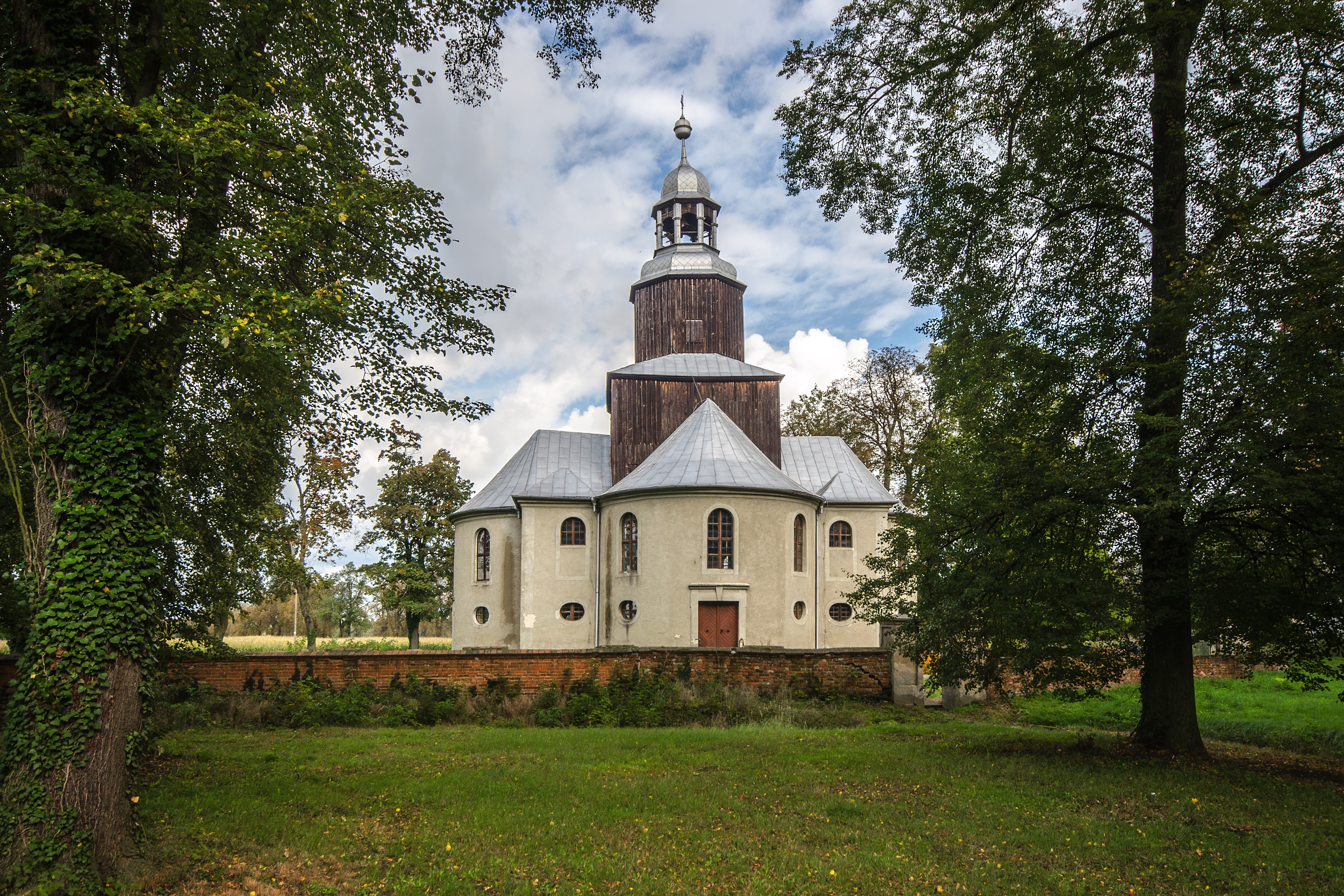
Kościół Wniebowzięcia NMP
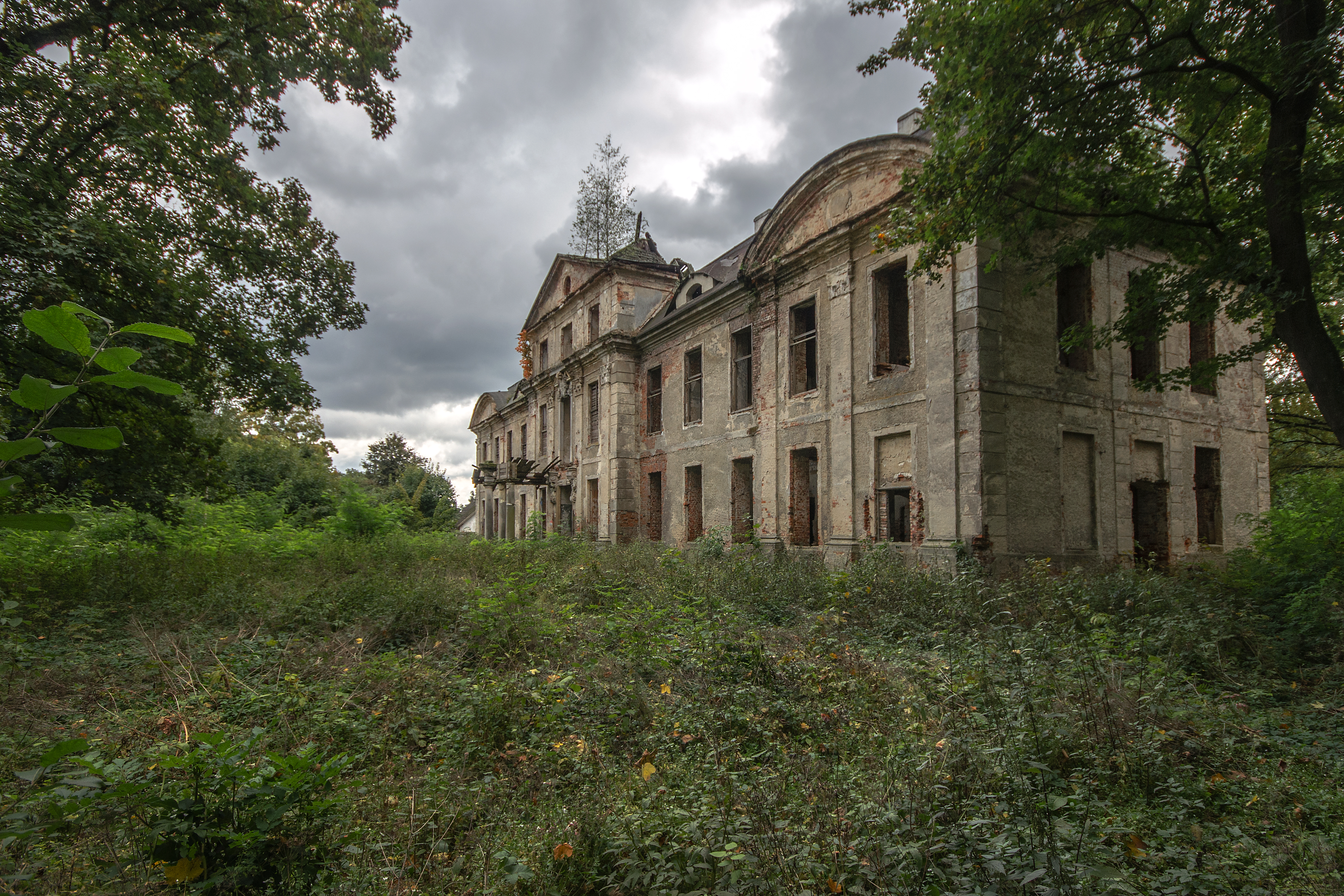
Zespół pałacowy

## Właściciele majątku Brzezinka
- 1501 – Jan Pryzelwiz z Machnic koło Trzebnicy. Umiera bezpotomnie.
- 1506 – Albrecht i Karol Podiebradowie, książęta oleśniccy sprzedają Brzezinkę Heinrichowi von Seidlitz zwanym Somo(t)worsky ze Strzelec
- 1545 – Bracia Melchior, Georg i Barthel Schoff, zwani Schemninski. Oni dokupili w latach 1571–1608 Wszechświęte, w roku 1580 część Bogusławic. Od roku 1574 są właścicielami zastawnymi, a od roku 1602 właścicielami młyna czterokołowego Vierraden.
- 1570 – Melchior von Schoff (kapitan Bierutowa).
- 1584 – Georg Schoff (zm. 1591). Wymieniany w roku 1588 jako właściciel: Wszechświęte, Gręboszyc, Dąbrowy, Nowego Dwóru (Neuhof), Świerznej i Sokołowic.
- 1591 – Barthel Schoff. Jego syn Georg kupuje w roku 1604 młyn Dreiraden. Córka Bartela – Barbara żeni się Barthel Seidlitz ze Strzelec. Anna z Hansem Seidlitz z Dziewentline.
- 1625 – Balthasar Kottulinsky kupuje Brzezinkę od Georga Schoff.
- 1641 – Balzer Kottulinsky.
- 1648–1664 – baron Maurycy von Kottulinsky, wybudował w Brzezince w 1664 r. swoją siedzibę rodową i na jej otwarcie zaprosił księcia oleśnickiego Sylwiusza Nimroda Wirtemberga. Prawdopodobnie książę przedawkował trunki lub jedzenie, zasłabł i po dwóch dniach zmarł w wieku 42 lat. Rzuciło to cień na siedzibę Kottulinskych. Być może to było przyczyną szybkiego przekazania (sprzedania) Brzezinki swojemu zięciowi.
- 1665–1690 – Zygmunt von Kottwitz (zięć Maurycego von Kottulinsky)
- 1690–1718 – von Gellhorn
- 1715
  - Ernst Erdmann von Gellhorn (ojciec) – Brzezinka Dolna
  - Ernst Erdmann von Gellhorn (syn) – Brzezinka Górna
- 1718 – Carl Christian von Kospoth. W roku 1729 powstaje majorat Brzezinka (w majoracie przewiduje się dziedziczenie ordynacji przez najstarszego syna lub najbliższego krewnego w przypadku braku potomków zmarłego. Nie mogło dochodzić do podziału majątku).
- 1729–1759 – Anna Zofia Krystyna hrabina von Erbach (żona von Maltzan, potem von Promnitz, potem von Kospoth)
- 1759 – hrabia Rzeszy Friedrich August von Kospoth. Po drugim małżeństwie pozostaje bezdzietny. Posiada 7 majątków w rejonie Oleśnicy, 5 w okolicach Żagania, 3 w okolicach Trzebnicy, 1 w okolicach Milicza i 3 w innych rejonach Dolnego Śląska. Spadkobiercą majątku liczącego 65 000 morgów (około 30 majątków) staje się jego bratanek.
- Krzysztof August von Kospoth (1777–1834)
- Ludwig August II von Kospoth (1803–1874)
- Karl August III von Kospoth (1836–1928). Pan na Brzezince, Miodarach, Krzeczynie, Grünhof, Gręboszycach, Sątoku i części Miłocic. Podobne imiona mogą prowadzić do pomyłek. W historii Oleśnicy i Dolnego Śląska występują inni Kospothowie. Mogą to być m.in. młodsi bracia, niedziedziczący majątków, którzy musieli obrać karierę urzędniczą (burmistrz Wrocławia, starosta oleśnicki) lub wojskową. Karl August założył pomiędzy Brzezinką i Miodarami park-bażanciarnię.
- Erich von Kospoth do 1945 r.

## Sport
Brzezinka ma klub piłkarski.